# 芸乃虎や志
芸乃虎や志（げいのこやし）　愛媛県新居浜を中心に活動する社会人落語家・アマチュア落語家。愛媛大学落語研究会出身。本名：枝廣篤昌。2010年10月、大阪府池田市で開催された第二回社会人落語日本一決定戦において、自作の「お婆ちゃんのお手玉」でグランプリとなり第二代社会人名人となる。